# Provincia de Karnali
La provincia de Karnali (en nepalí: कर्णाली प्रदेश) es una de las siete provincias establecidas por la nueva constitución de Nepal, que fue adoptada el 20 de septiembre de 2015. Limita con la región autónoma del Tíbet de China al norte, las provincias de Gandaki al este, Sudurpashchim al oeste, y la provincia de Lumbini al sur. La ciudad de Birendranagar fue declarada capital interina el 17 de enero de 2018 y reafirmada como capital permanente el 24 de febrero del mismo año.
Tiene un área de 27 984 km², lo que la hace la provincia más grande de Nepal, y con una población de 1 570 418 habitantes (según el censo de 2011), la menos poblada del país. La asamblea provincial adoptó Karnali (por el río homónimo) como el nombre permanente al reemplazar su nombre inicial de provincia N.º 6.

## Subdivisiones administrativas
La provincia se divide en los siguientes distritos:
- Distrito de Dailekh
- Distrito de Dolpa
- Distrito de Humla
- Distrito de Jajarkot
- Distrito de Jumla
- Distrito de Kalikot
- Distrito de Mugu
- Distrito de Salyan
- Distrito de Surkhet
- Distrito de Rukum

Los distritos son administrados por un comité de coordinación de distrito y un oficial de administración. Los distritos se subdividen en municipios y comunidades rurales (gaunpalikas). La provincia de Karnali tiene 24 municipios y 54 comunidades rurales.